# 아카사키정 (오카야마현)
아카사키정(赤崎町)은 오카야마현 고지마군에 있던 정이다. 현재의 구라시키시에 해당한다.

## 역사
- 1889년 6월 1일 - 정촌제 시행에 의해 고지마군 아카사키촌이 발족하였다.
- 1919년 1월 1일 - 정으로 승격해 아카사키정이 되었다.
- 1941년 2월 11일 - 아지노정에 편입해 폐지되었다.

## 참고문헌
- 角川日本地名大辞典 33 岡山県
- 『市町村名変遷辞典』東京堂出版、1990年。